# Mariveles (Berg)
Der Mariveles ist ein Vulkan auf der philippinischen Insel Luzon in der Provinz Bataan. Er liegt in der Tarak Ridge und bildet zusammen mit dem Berg Natib den Großteil der Bataan-Halbinsel, den südlichsten Teil der Zambales-Berge.
Aus historischer Zeit sind keine Ausbrüche des 1388 Meter hohen Schichtvulkans bekannt. Untersuchungen nach der C14-Methode haben den letzten Ausbruch des Mariveles um das Jahr 2050 vor Christus datiert. Der Berg hat einen Basisdurchmesser von rund 22 Kilometer. Im Gipfelbereich besitzt der Mariveles eine Caldera mit einem Durchmesser von etwa 4 Kilometer. Am Mariveles entspringen mehrere Thermalquellen: Tiis Spring, Saysain Spring and Pucot Spring.
Der Vulkan wird vom Philippine Institute of Volcanology and Seismology als „potenziell aktiv“ eingestuft.